# Balanophora japonica
Balanophora japonica (em japonês: ツ チ ト リ モ チ, em chinês: 日本 蛇 菰) é uma espécie de planta do gênero Balanophora encontrada no Japão.
A balanofonina é um neo-lignano que pode ser encontrado em B. japonica. Ela também contém elagitaninos, glicosídeos lignanos, cafeoil glucose, coumaroil, glucogalina, glicoses hexahidroxidifenoil e os taninos balanofotanino D, E, F e G que contêm um grupo de hexahidroxidifenoil oxidado (HHDP).